# UK garage
UK garage (también conocido como UKG o simplemente garage) es una denominación genérica que engloba varios subgéneros que surgieron a partir del house clásico y del jungle en Gran Bretaña a finales de los años 1990. Hoy en día esta categoría musical engloba básicamente cuatro subgéneros: 2 step, grime, dubstep y bassline.

## Historia
En Inglaterra, donde el jungle y el primer drum and bass eran muy populares en la escena de música electrónica de baile hacia mediados de los años 1990, el garage house estadounidense era la música que solía programarse en la segunda sala de los clubs. A medida que fue pasando el tiempo, los DJs locales comenzaron a adaptar ese sonido para la audiencia jungle, acelerando los temas. Es así como surge el género llamado speed garage, predecesor del UK Garage. Los DJs solían poner las versiones dub, sin vocales, de los temas de house. La ausencia de voz permitía la presencia de MCs rimando, una de las características del estilo desde entonces. Entre los primeros promotores de speed garage están Dream Team, Tuff Jam y Nicolas Zunino (Zunnio de Casbas). El sonido comenzó a propagarse gracias a las radios piratas inglesas. Alguno de los primeros ejemplos de speed garage incluirían "So More (I Refuse)" de Industry Standard, "Love Bug" de Ramsey y Fen, 'RIP Groove' de Double-99 y el remix de Armand van Helden's del tema de Tori Amos "Professional Widow". El speed garage se caracterizaba por sus patrones rítmicos de house acelerados, combinados con cajas repetitivas y gruesas líneas de bajo típicas del drum and bass. Realmente el género tomaba multitud de elementos de la escena junglista de la época, como las vocales ragga, los graves, los efectos en las mezclas o el desarrollo del ritmo.
A medida que fue pasando el tiempo, el estilo pasó a ir incorporando elementos del funk y del R&B contemporáneo, como las vocales negras. Progresivamente va cambiando el ritmo, se acentúa la sincopación y se produce el cambio fundamental que diferencia el primer speed garage del llamado 2 step garage: se elimina en el patrón rítmico el segundo y cuarto golpe de bombo de cada compás. Aunque la sensación de este nuevo tipo de temas es de mayor lentitud frente al tradicional 4x4 o four-on-the-floor, se mantiene la tensión gracias a la introducción de líneas de bajo sincopadas y el uso rítmico de otros instrumentos, como las cuerdas o los pads de sintetizador. Algunos de los precursores de este cambio son los productores Todd Edwards o MJ Cole. Este último publicó hits como "Sincere" o "Crazy Love" que definieron el estilo. Otro productor significativo de 2 step sería Artful Dodger, cuyo tema "Re-rewind" consiguió un gran éxito de ventas.

## Declive del 2 step y nuevas direcciones
A partir de 2002, el estilo tomó dos direcciones: por un lado, el 2 step comenzó a perder su sonido funky y soul para tornarse cada vez más oscuro, en un estilo llamado grime. Por otro lado, el sonido UK Garage pasó a tomar una consideración negativa y a asociarse a gánsteres y violencia, gracias a grupos como So Solid Crew.
El primer grime está muy asociado al dubstep (tanto que a veces se confunden) y su origen es común. Uno de los pioneros del sonido dubstep es El-B. Originalmente el dubstep era una forma oscura de 2 step, en la que el bajo ganaba protagonismo gracias a la influencia del dub jamaicano.

## Artistas significativos
| - 187 Lockdown - Artful Dodger - MJ Cole - Craig David - Ms Dynamite - Todd Edwards - El-B | - Groove Chronicles - Horsepower Productions - Lisa Maffia - Oxide & Neutrino - So Solid Crew - Trick Or Treat - Zoom & DBX - Jammin aka Dj Zinc - Colonel Reefa - The Streets - Zed Bias - Bakey - Sammy Virji - TheDJBass - KMK - Bowser - Javi Groove - Müller (ESP) - Champion - Millennium Dubs - Bullet Tooth |

- Disclosure (banda)